# Acamptopappus
Acamptopappus es un género de plantas con flores perteneciente a la familia Asteraceae, nativo de los desiertos del sudoeste de Norteamérica.

## Descripción
Son arbustos, que alcanzan un tamaño de 20-40 cm de altura. Tallos erectos  ramificados, espinescentes con la edad, glabras. Hojas caulinares; alternativa (a veces en fascículos axilares), pecioladas o sésiles ; lámina (gris-verde) 1-nervada, estrechamente lanceoladas o estrechamente obovadas o espatuladas, los márgenes enteros. Inflorescencias solitarias o en corimbos sueltos (pedunculados). involucros campanulados a hemisférico o globoso, (4-13 ×) 7-16 mm. Los filarios 13-25 en 3 series, adpreso (bases amarillentas, ápices verdes). Vilanos persistentes, de 18-22, de espesor variable, en general aplanados, subiguales. Tiene un número de cromosomas de x = 9.

## Ecología
Las especies de Acamptopappus son usadas como alimento por las larvas de algunas especies de Lepidoptera incluyendo Coleophora acamtopappi que come de  A. sphaerocephalus.

## Taxonomía
El género fue descrito por Asa Gray y publicado en Proceedings of the American Academy of Arts and Sciences 8: 634. 1873.
Etimología
Acamptopappus: nombre genérico que deriva de las palabras griegas:  akamptos = "rígido" y pappus "vilano", lo que se refiere al vilano rígido o inflexible.

## Especies aceptadas
A continuación se brinda un listado de las especies del género Acamptopappus aceptadas hasta junio de 2012, ordenadas alfabéticamente. Para cada una se indica el nombre binomial seguido del autor, abreviado según las convenciones y usos:
- Acamptopappus shockleyi
- Acamptopappus sphaerocephalus